# ヒューストン (アラスカ州)
ヒューストン(英語:Houston)はアメリカ合衆国アラスカ州マタヌスカ・スシトナ郡にある都市。2000年の人口は1,202人で、アンカレッジ都市圏に属している。

## 地勢と歴史
ヒューストンは北緯61度36分30秒 西経149度46分25秒 / 北緯61.60833度 西経149.77361度にある。
アメリカ合衆国国勢調査局によると総面積は61.0 km²(千葉県松戸市とほぼ同等)で、うち水域は4.89%にあたる3.0 km²である。
ヒューストンは1917年にアラスカ鉄道の計画地図にHouston Sidingとして初めて記載され、1966年に市として組織された。1996年の森林火災ではヒューストンやビッグ・レイク周辺が150km²以上に渡って焼失し、433の建物が被害を受け890万ドルの損失が出た。

## 人口動静
2000年の統計によると、1,202人、445世帯、292家族がヒューストンに居住しており、人口密度は1km²あたり20.7人、また1km²あたりに10軒の家屋が建っている。住民のうち84.03%が白人、0.33%が黒人、8.24%がネイティブアメリカン、0.67%がアジア系、0.33%が太平洋諸島系、0.92%がその他の人種、そして5.49%が混血となっている。また人口の2.33%がヒスパニックまたはラテン系である。
445世帯のうち37.1%には18歳未満の子供がおり、46.1%では夫婦が共に暮らしている。11.5%では夫がいない女性が世帯主となっており、34.2%では家族での世帯構成がされていない。また26.1%の世帯が一人暮らしをしており、4.3%は65歳以上の老人が一人で暮らしている世帯である。一世帯の平均構成人数は2.7人で、一家族の平均構成人数は3.26人である。
総人口のうち30.7%が18歳未満で、9.4%が18歳～24歳、31.2%が25～44歳、22.5%が45歳～64歳、6.2%が65歳以上となっており、年齢の正中値は34歳である。女性100人に対する男性の人数は113.1人であり、18歳以上の女性100人に対する18歳以上の男性の人数は115.2人である。
一世帯あたりの平均年収は39,615ドルで、一家族あたりの平均年収は46,818ドルである。男性の平均年収45,000ドルに対して女性の平均年収は30,625ドルと約15000ドルの差がある。一人当たりの所得は17,213ドル。人口の17.1%が貧困線を下回る生活をしており、このうち15.8%が18歳以下の子供、7.4%が65歳以上の老人である。

## 著名市民
- ジェームズ・ボンドスティール(ベトナム戦争において名誉勲章を受賞し、1987年に死去するまでヒューストンに居住した。)